# Hyper Olympic
Hyper Olympic ist ein Arcade-Spiel und Begründer des Genres Sportspiel (Leichtathletik). Es wurde 1983 von Konami entwickelt und erschien in den Vereinigten Staaten als Track & Field. Es war äußerst beliebt und wurde für viele Homecomputer umgesetzt.

## Disziplinen
- 100 m Lauf
- Weitsprung
- Speerwurf
- 110 m Hürdenlauf
- Hammerwurf
- Hochsprung

### Hyper Sports
- Schwimmen
- Pferdsprung
- Dreisprung
- Wurfscheibenschießen
- Gewichtheben
- Stabhochsprung

### Playchoice-Version
Die NES/Playchoice-10-Version hat andere Disziplinen und eine andere Grafik
- 100 m Lauf
- Weitsprung
- Speerwurf
- 110 m Hürdenlauf
- Hochsprung
- Wurfscheibenschießen
- Dreisprung
- Bogenschießen

## Steuerung
Es können bis zu vier Spieler gegeneinander antreten. Normalerweise wird abwechselnd gespielt, bei Laufdisziplinen spielen zwei gleichzeitig.
Zum Laufen müssen zwei Knöpfe schnell nacheinander gedrückt werden. Mit einem dritten Knopf kann geworfen oder abgesprungen werden. Um schneller laufen zu können, wurden oft Hilfsmittel, z. B. ein Feuerzeug benutzt, das über die Knöpfe gerieben wurde. Bei Homecomputern ist häufig die Leertaste oder ein Hin- und Herrütteln des Joysticks für das Laufen zuständig. Dadurch gab es oft einen Verschleiß der Tasten bzw. des Joysticks. Das Spiel ist ein typischer "Button Masher".

## Musik
Die Musik wurde von Shigeru Fukutake programmiert; der Endtitel heißt Chariots of Fire und stammt von Vangelis. Besagtes Musikstück ist die Titelmelodie des gleichnamigen Filmes (dt.: Die Stunde des Siegers), für dessen Filmmusik Vangelis 1982 mit dem Oscar ausgezeichnet wurde.
Die einzelnen Ergebnisse werden in der Arcade-Version durch eine weibliche Stimme bekannt gegeben.

## Arcade-Hardware
- Haupt-CPU: Motorola 6809
- Sound-CPU: Zilog Z80
- Sound-Chips DAC, SN76496, VLM5030 (Sprachausgabe)

## Trivia
In Folge 2 der Sendung Show & Co. mit Carlo gab es einen inoffiziellen Weltrekordversuch, bei dem Detlef Krägenbrink über eine Million Punkte erreichte. Im selben Jahr veranstalteten Konami und Centuri einen internationalen Hyper Olympic-Wettbewerb, an dem über eine Million Spieler aus Japan und Nordamerika teilnahmen und der bis dahin als der größte organisierte Videospielwettbewerb galt.

## Nachfolger
- Hyper Sports (1984)
- Track & Field (1986) Playchoice-10, NES
- '88 Games (1988)
- Hyper Athlete (1996)
- Nagano Winter Olympics '98 (1998)
- International Track & Field 2000 (2000, Playstation)
- International Track & Field Summer Games (2000, Nintendo 64)
- Konami Sports Series (2004)
- Track & Field (2007, Xbox 360)
- New International Track & Field (2008, Nintendo DS)

Ein ähnliches Spiel ist Decathlon.
Am 7. August 2012 verwendete Google anlässlich der Olympischen Sommerspiele 2012 in London ein Doodle, das eine Variante der Hürdenlauf-Disziplin von Hyper Olympic darstellt.